# Крестон (Ајова)
Крестон (енгл. Creston) град је у америчкој савезној држави Ајова. По попису становништва из 2010. у њему је живело 7.834 становника.

## Демографија
Према попису становништва из 2010. у граду је живело 7.834 становника, што је 237 (3,1%) становника више него 2000. године.
| Група             | 2000.         | 2010.         |
| Белци             | 7.398 (97,4%) | 7.429 (94,8%) |
| Афроамериканци    | 26 (0,3%)     | 81 (1,0%)     |
| Азијати           | 26 (0,3%)     | 49 (0,6%)     |
| Хиспаноамериканци | 96 (1,3%)     | 183 (2,3%)    |
| Укупно            | 7.597         | 7.834         |